# 国立病院機構柳井医療センター

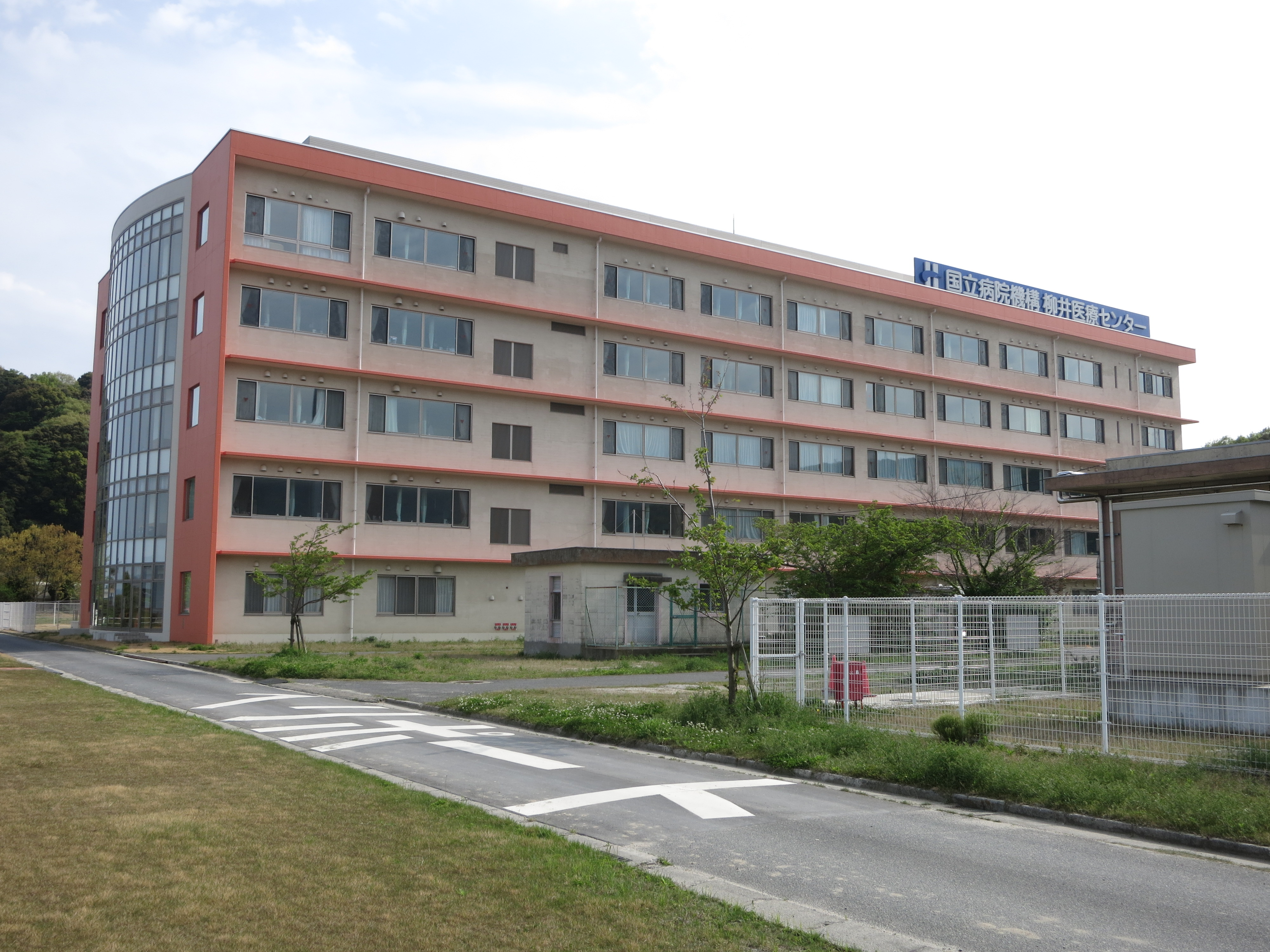
入院棟

独立行政法人国立病院機構柳井医療センター（どくりつぎょうせいほうじんこくりつびょういんきこうやないいりょうせんたー）は、山口県柳井市にある医療機関。独立行政法人国立病院機構が運営する病院である。政策医療分野における重症心身障害、神経・筋疾患の専門医療施設である。山口県立田布施総合支援学校柳井病院内学級がある。

## 沿革
- 1945年8月 - 原爆投下で被災し、可部町立可部小学校[注釈 1]に疎開していた旧広島第一陸軍病院が、現住所に移転。
- 1945年12月1日 - 旧広島第一陸軍病院が厚生省に移管、国立柳井病院として発足。
- 1947年4月1日 - 国立療養所山陽荘[注釈 2] 分院柳井病院となる。
- 1950年4月1日 - 国立療養所柳井病院として独立。
- 1953年4月1日 - 国立柳井療養所と改称。
- 1975年4月1日 - 国立療養所柳井病院と改称。
- 2004年4月1日 - 独立行政法人国立病院機構柳井病院と改称。
- 2012年4月1日 - 現名称に改称。

## 診療科・診療部門
- 内科
- 神経内科
- 小児科
- 外科
- 整形外科
- 歯科
- 循環器科
- リハビリテーション科
- 血液透析部門
- 薬剤科
- 研究検査科
- 放射線科
- 療育指導室
- 栄養管理室
- 医療安全管理室
- 地域医療連携室
- 治験管理室
- 専門外来
  - 頭痛外来
  - 神経難病外来
  - 脳卒中外来
  - 認知症外来
  - 直腸ストーマ外来
  - 腎不全外来

## 医療機関の指定等
- 保険医療機関
- 生活保護法指定医療機関
- 戦傷病者特別援護法指定医療機関
- 原子爆弾被害者一般疾病医療取扱医療機関

## 周辺の施設
- 阿月湯原海水浴場

## 交通アクセス
- JR西日本山陽本線柳井駅より防長バス宇積（国病・阿月）・相の浦行で約18分、国立病院前下車。
- 柳井市街より山口県道72号柳井上関線経由で約7km。
- 山陽自動車道玖珂ICより約25km。